# Crime pe unde radio
Crime pe unde radio (titlu original: Radioland Murders) este un film american din 1994 regizat de Mel Smith. Este  co-scris/produs de George Lucas. Rolurile principale au fost interpretate de actorii Christopher Lloyd și Dylan Baker.

## Distribuție
- Brian Benben ca Roger Henderson
- Mary Stuart Masterson ca Penny Henderson
- Ned Beatty ca  general Walt Whalen
- George Burns ca  Milt Lackey
- Scott Michael Campbell ca Billy
- Brion James ca Bernie King
- Michael Lerner ca locotenent Cross
- Michael McKean ca Rick Rochester
- Jeffrey Tambor ca Walt Whalen Jr.
- Stephen Tobolowsky ca Max Applewhite
- Christopher Lloyd ca Zoltan